# Olympische Sommerspiele 2012/Schwimmen – 400 m Lagen (Männer)
Der Wettbewerb über 400 Meter Lagen der Männer bei den Olympischen Spielen 2012 in London wurde am 28. Juli 2012 im London Aquatics Centre ausgetragen. 37 Athleten nahmen daran teil. 
Es fanden fünf Vorläufe statt. Die acht schnellsten Schwimmer aller Vorläufe qualifizierten sich für das Finale, das am gleichen Tage ausgetragen wurde.
Abkürzungen: WR = Weltrekord, OR = olympischer Rekord, NR = nationaler Rekord, PB = persönliche Bestleistung, JWB = Jahresweltbestzeit

## Bestehende Rekorde
| Weltrekord         | Michael Phelps ( Vereinigte Staaten) | 4:03,84 min | Peking, Volksrepublik China | 10. August 2008 |
| Olympischer Rekord | Michael Phelps ( Vereinigte Staaten) | 4:03,84 min | Peking, Volksrepublik China | 10. August 2008 |

## Titelträger
| Olympiasieger     | Michael Phelps ( Vereinigte Staaten) | 4:03,84 min | Peking 2008   |
| Weltmeister       | Ryan Lochte ( Vereinigte Staaten)    | 4:07,13 min | Shanghai 2011 |
| Europameister     | László Cseh ( Ungarn)                | 4:12,17 min | Debrecen 2012 |
| Deutscher Meister | Yannick Lebherz                      | 4:14,90 min | Berlin 2012   |

## Vorlauf

### Vorlauf 1
28. Juli 2012
| Platz | Name               | Nation      | Zeit        | Anmerkung |
| ----- | ------------------ | ----------- | ----------- | --------- |
| 1     | Bradley Ally       | Barbados    | 4:21,32 min |           |
| 2     | Anton Sveinn McKee | Island      | 4:25,06 min | NR        |
| 3     | Marko Blaževski    | Mazedonien  | 4:32,38 min |           |
| 4     | Rafael Alfaro      | El Salvador | 4:35,80 min |           |
| 5     | Ahmed Atari        | Katar       | 5:21,30 min |           |

### Vorlauf 2
28. Juli 2012
| Platz | Name                | Nation    | Zeit        | Anmerkung |
| ----- | ------------------- | --------- | ----------- | --------- |
| 1     | Ward Bauwens        | Belgien   | 4:16,71 min | NR        |
| 2     | Raphaël Stacchiotti | Luxemburg | 4:17,20 min | NR        |
| 3     | Diogo Carvalho      | Portugal  | 4:23,06 min |           |
| 3     | Juri Suworau        | Belarus   | 4:23,06 min | NR        |
| 5     | Jeong Won-yong      | Südkorea  | 4:23,12 min |           |
| 6     | Esteban Enderica    | Ecuador   | 4:24,32 min | NR        |
| 7     | Pedro Pinotes       | Angola    | 4:24,69 min |           |
| 8     | Quah Zheng Wen      | Singapur  | 4:26,81 min |           |

### Vorlauf 3
28. Juli 2012
| Platz | Name               | Nation         | Zeit        | Anmerkung |
| ----- | ------------------ | -------------- | ----------- | --------- |
| 1     | Kosuke Hagino      | Japan          | 4:10,01 min | NR        |
| 2     | Thiago Pereira     | Brasilien      | 4:12,39 min |           |
| 3     | Gal Nevo           | Israel         | 4:14,77 min |           |
| 4     | Yang Zhixian       | China          | 4:15,45 min |           |
| 5     | Alexander Tichonow | Russland       | 4:18,12 min |           |
| 6     | Dávid Verrasztó    | Ungarn         | 4:18,31 min |           |
| 7     | Joseph Roebuck     | Großbritannien | 4:20,24 min |           |
| —     | Taki M'Rabet       | Tunesien       | DSQ         |           |

### Vorlauf 4
28. Juli 2012
| Platz | Name               | Nation             | Zeit        | Anmerkung |
| ----- | ------------------ | ------------------ | ----------- | --------- |
| 1     | Michael Phelps     | Vereinigte Staaten | 4:13,33 min |           |
| 2     | László Cseh        | Ungarn             | 4:13,40 min |           |
| 3     | Yannick Lebherz    | Deutschland        | 4:15,41 min |           |
| 4     | Roberto Pavoni     | Großbritannien     | 4:15,56 min |           |
| 5     | Weng Chengxiang    | China              | 4:15,57 min |           |
| 6     | Maksym Schemberew  | Ukraine            | 4:16,63 min |           |
| 7     | Ioannis Drymonakos | Griechenland       | 4:17,04 min |           |
| 8     | Alec Page          | Kanada             | 4:19,17 min |           |

### Vorlauf 5
28. Juli 2012
| Platz | Name                 | Nation             | Zeit        | Anmerkung |
| ----- | -------------------- | ------------------ | ----------- | --------- |
| 1     | Chad le Clos         | Südafrika          | 4:12,24 min | NR        |
| 2     | Ryan Lochte          | Vereinigte Staaten | 4:12,35 min |           |
| 3     | Thomas Fraser-Holmes | Australien         | 4:12,66 min |           |
| 4     | Luca Marin           | Italien            | 4:13,02 min |           |
| 5     | Yuya Horihata        | Japan              | 4:13,09 min |           |
| 6     | Federico Turrini     | Italien            | 4:17,22 min |           |
| 6     | Riaan Schoeman       | Südafrika          | 4:17,22 min |           |
| 8     | Daniel Tranter       | Australien         | 4:25,76 min |           |

## Finale
28. Juli 2012, 19:30 Uhr MEZ
| Platz | Name                 | Nation             | Zeit        | Anmerkung |
| ----- | -------------------- | ------------------ | ----------- | --------- |
| 1     | Ryan Lochte          | Vereinigte Staaten | 4:05,18 min | PB        |
| 2     | Thiago Pereira       | Brasilien          | 4,08,86 min | NR        |
| 3     | Kosuke Hagino        | Japan              | 4:08,94 min | NR        |
| 4     | Michael Phelps       | Vereinigte Staaten | 4:09,28 min |           |
| 5     | Chad le Clos         | Südafrika          | 4:12,42 min |           |
| 6     | Yuya Horihata        | Japan              | 4:13,30 min |           |
| 7     | Thomas Fraser-Holmes | Australien         | 4:13,49 min |           |
| 8     | Luca Marin           | Italien            | 4:14,89 min |           |

Sieger Lochte schwamm die zweitschnellste je erreichte Zeit in dieser Disziplin.

Bronzemedaillengewinner Hagino gewann das erste Edelmetall Japans in dieser Disziplin.